# 軍用機の塗装

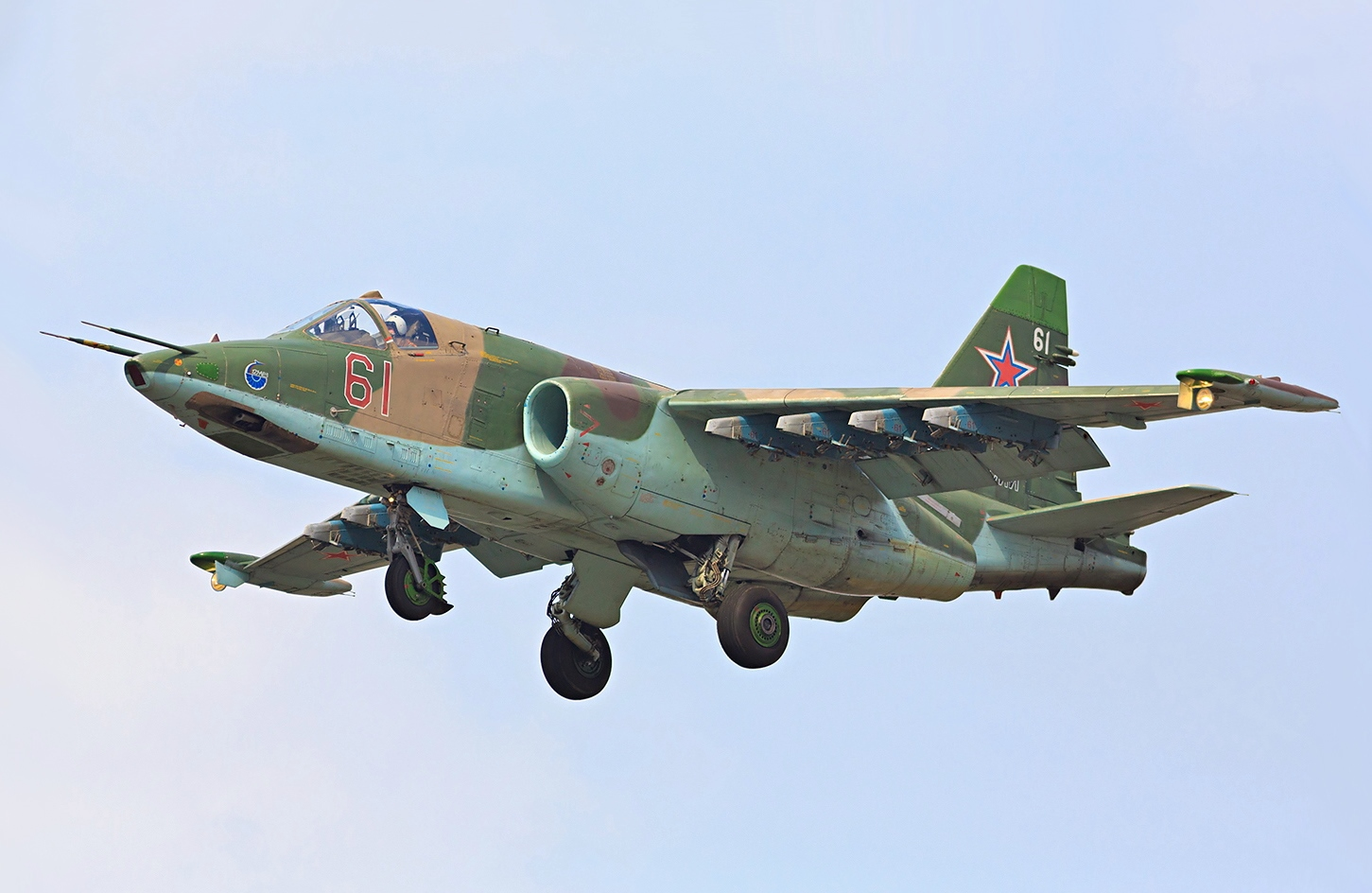
ロシア空軍のSu-25

軍用機の塗装（ぐんようきのとそう）は、軍用機に行われる塗装のこと。主に機体外部の塗装について記述する。

## 概要
塗装の基本的な目的は、部材（外皮）表面の保護による耐食性・耐候性や美観の維持である。航空機の場合はこれらに加えて燃費低減・ペイロード増大の要請からできるだけ軽量であることが求められる。
軍用機の場合はさらに、敵からの発見を防いだり遅らせることが要求されるため、色や塗装パターンに特に注意が払われている。20世紀末からはステルス性のうち特にレーダーによる探知の回避を目指した工夫もなされてきている。
こうして、被探知率の低下が目指される一方で、敵味方を識別して同士討ちを防ぐ必要から、かつては目立つ色や模様のマーキングが必ずなされていた。しかしながら現代では IFF（Identification Friend or Foe, 敵味方識別装置）の発達によって、派手な色彩の国籍マーク・ラウンデルや部隊章、士気高揚のため黙認されていたキャラクターの非正規の塗装などは実戦部隊で存在しなくなっている。
色
民間航空機、とくに商用の旅客機や貨物機の場合は、集客や運航コストの抑制が重視されるために、派手なカラーリングが採用されたり、逆にアメリカン航空のようなポリッシュド・スキン（透明な保護膜のみ）といったものが存在する。軍用機においても、第二次世界大戦ごろまでは派手な色彩の塗装がなされることがあった。しかしながら、とくに大戦終結後頃からは、その任務の性格上、被視認性の低さ（low visibility, 低視認性。ロービジとも）を重視した暗色や無彩色の塗装が多く見られるようになっている。
塗装パターン
塗装パターンについては、地上駐機時や地面・海面付近の低空飛行時の視認性低下を意図した、緑や茶色（地面用）・青や水色（海用）のカムフラージュがあるほか、逆に高高度での飛行中に視認されにくい薄いグレーなどが、その機体の用途に応じて使い分けられている。
マーク、装飾
塗装の上から装飾や敵味方識別を目的とした絵やマークが描かれることがあり、これらは主に機首に描かれるため「ノーズアート」と呼ばれている。
ノーズアートの代表例として、第二次世界大戦時のアメリカ軍では、爆撃機などの大型機の機首部に女性の絵が、戦闘機や攻撃機には「シャークマウス」と呼ばれるサメの頭を模した絵が描かれていた。
アメリカ軍は第二次世界大戦ごろから戦闘機に敵味方識別装置を搭載していたが、火器とは連動しておらず混戦時の利用は難しかった。また地上部隊ではこの識別信号を受信できず、P-51などが友軍の対空砲火に曝される事件が多く発生した。対策として「インベイジョンストライプ」と呼ばれる帯を主翼に描いていた。
第一次世界大戦頃に自らの存在を誇示するため、大きなパーソナルマークを機体に描く者もいた。軍の規律が重視されるようになるとパーソナルマークは禁止されるようになったが、多くの空軍の戦闘機パイロットは自身の技量を誇るため、自らが撃墜した敵機や目標の数だけ国籍マークを並べる「キルマーク」を機首に描いていた。
電波吸収性塗料
レーダーが発達し、互いに目視する前に交戦を行なう BVR（Beyond Visual Range, 視程外距離）での戦闘が多くなるとともに、レーダーによる探知を避けることが強く求められるようになってきた。照射されたレーダー波の反射の度合いを示す指標を RCS（Radar Corss Section, レーダー反射断面積）と呼ぶが、RCS の低減のために第一には形状と構造に工夫がなされる。F-117やB-2といった航空機のみならず、ヴィスビュー級コルベットやシー・シャドウなどの艦船も、照射元へとレーダー波を返さないための特異な形状をしている。こうした形状における工夫が電波を「いかに反射させるか」を考えているのに対し、「いかに吸収するか」を考慮したのが RAM（Radar Absorbing/Absorbent Material, レーダー吸収材料）と呼ばれる塗料や材料であり、入射した電磁波の一部を熱に変えてしまう働きをもつ。フェライト系などの塗料が実用化されているが、21世紀初頭現在では広範な普及を見せるまでには至っていない。

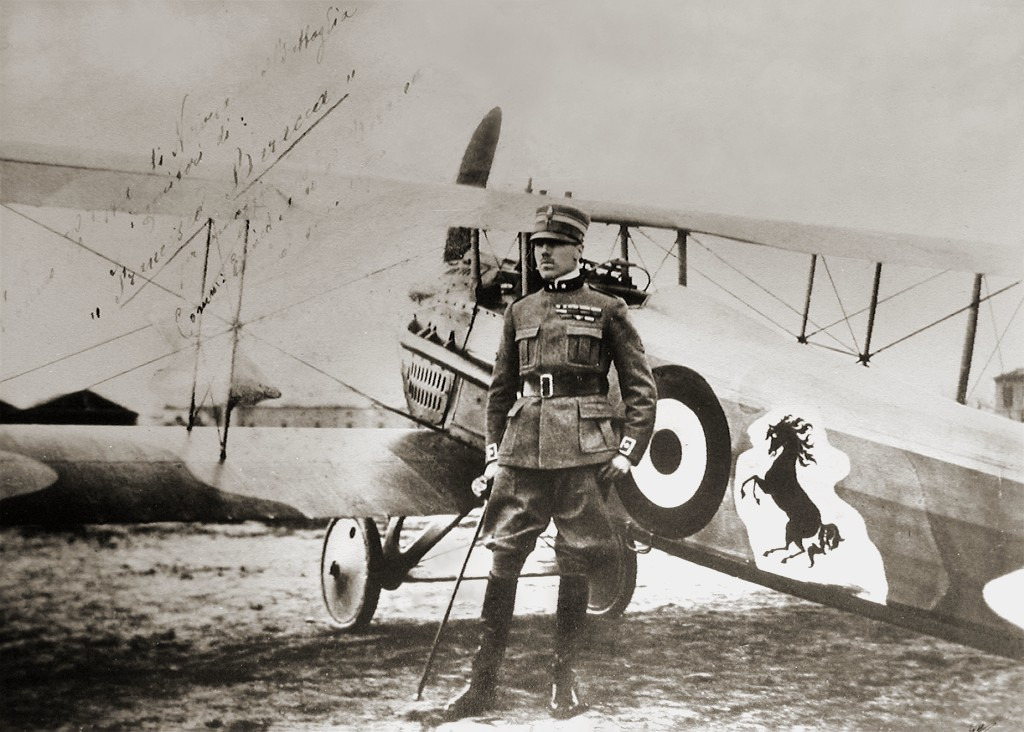
フランチェスコ・バラッカのパーソナルマークである「跳ね馬」を描いたスパッド S.XIII
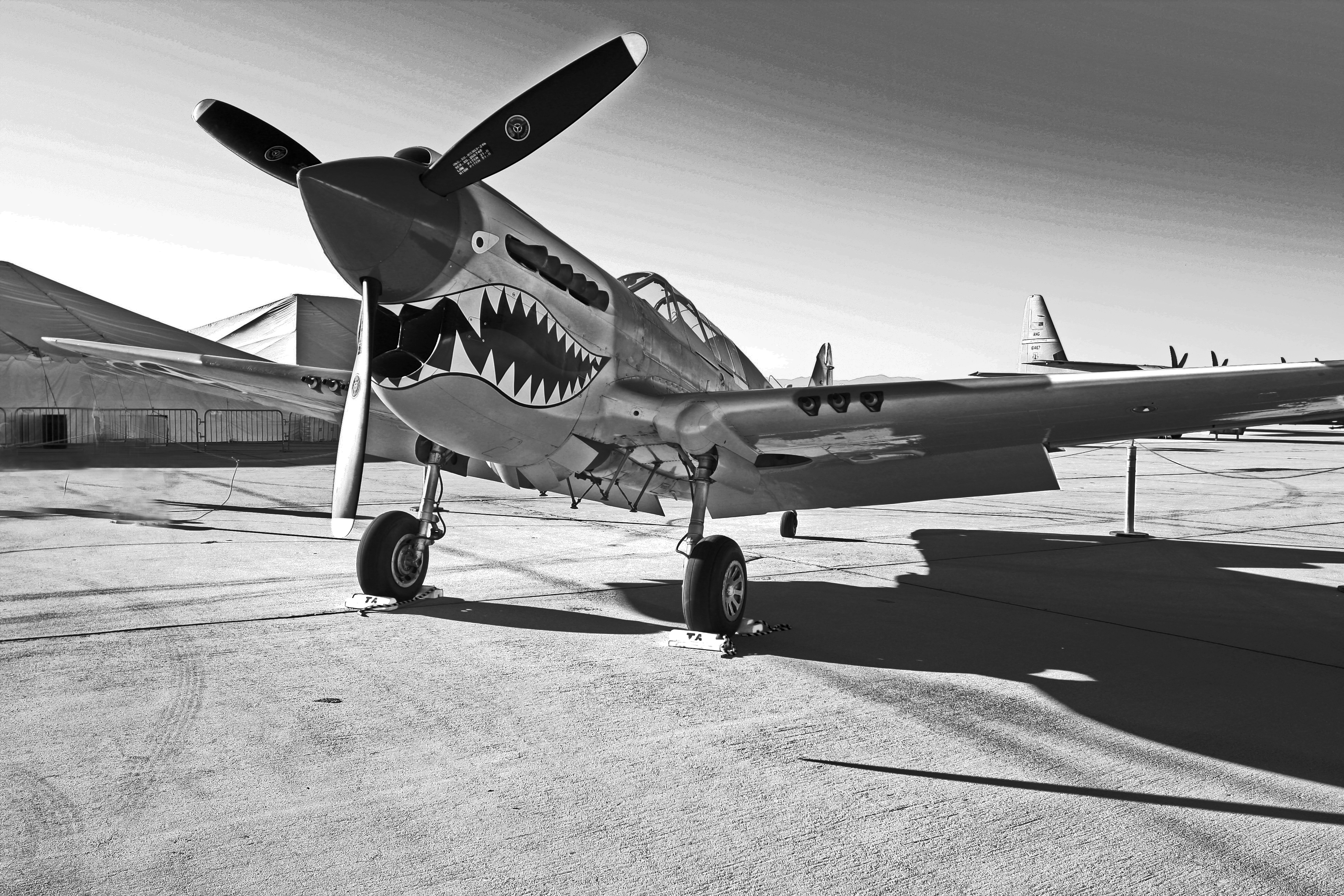
シャークマウスを描いたフライング・タイガースのP-40
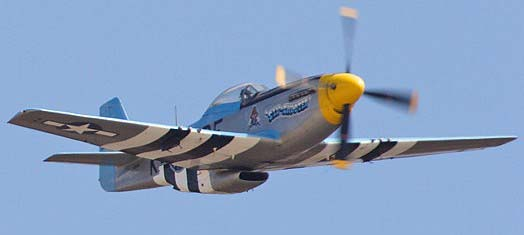
P-51の主翼に描かれた欧州戦線用のインベイジョンストライプ
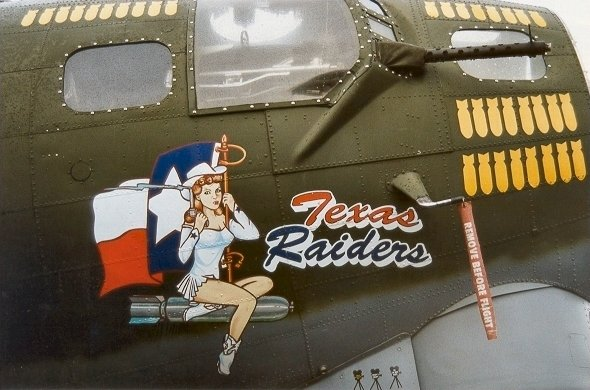
B-17のノーズアート
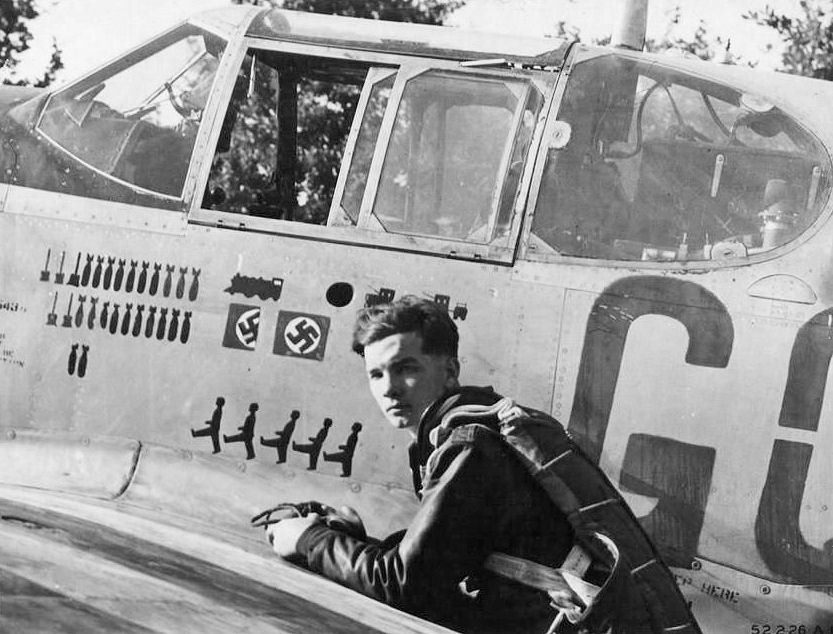
1.5機の撃墜と、多数の爆撃成果を描いたP-51B
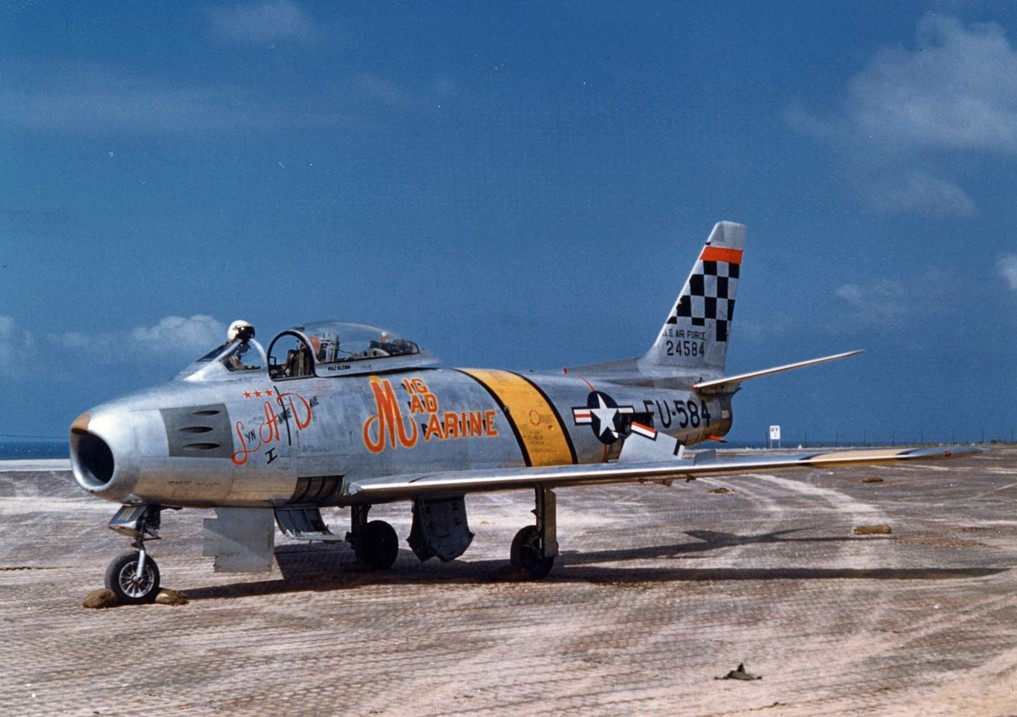
インベイジョンストライプやキルマークで飾られたF-86（朝鮮戦争時）
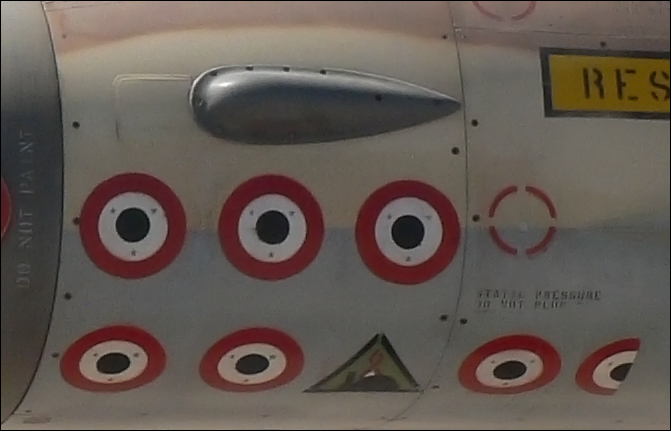
6.5機のシリア軍機の撃墜とイラクの原子炉を破壊したことを示すF-16のキルマーク（イスラエル航空宇宙軍所属）

## 塗装パターン

### 第二次世界大戦から朝鮮戦争（1930年代-1950年代）
第二次世界大戦においては、各国で様々な塗装がなされていた。
日本
第二次世界大戦前から中盤には明灰白色と呼ばれる明るいグレー系主流だったが、南方に戦線が拡大すると明灰白色の上から格子やブチ状に濃緑色を塗る応急迷彩を施した機体が登場し、さらに劣勢に陥った大戦中盤からは工場出荷状態で既に腹面以外暗緑色の塗装をされた機体が納入された。いずれも腹面は明灰白色で塗装されたが末期には腹面未塗装の機体も多く見られた。国籍マークの日の丸は、白縁ありとなしの2種類があり、応急的に白縁を機体色や黒で塗りつぶしたものも存在した。いずれも現在の自衛隊機よりも大きく描かれていた。
アメリカ
日本軍の攻撃の少し前、フィリピンのクラーク基地にいたあるパイロットが、無塗装のB-17の外板の反射は、それが半ば隠されていても、およそ110km離れたところからも見えると指摘した。このようなカムフラージュ手法の油断で開戦時にアメリカは相手につけこまれることになったのである。つや消し塗料の不足で、急にカムフラージュを施すことは難しかったが、間もなく事態は改善された。F6Fなど海軍機は大戦前半は主に水色に近い青色を、中盤以降はネービーブルー（濃青色）の単色を主体に使用したが、P-38、P-51など陸軍機は緑の単色あるいは無塗装が多かった。陸海軍ともに機体に様々な絵が描かれ、B-17やB-29など爆撃機には機首部にノーズアート、戦闘機には「シャークマウス」が多く描かれていた。また、1943年になって戦争の状態が逆転し始めると、再び無塗装の航空機が戦場に現れている。太平洋の戦場に登場したB-26 マローダーは、無塗装の航空機として最初のもので、シルバー・フリート(銀の飛行隊)と呼ばれた。このようにカムフラージュをしなくなったのは、つや消し塗装をしないことで最大速度が増加するからであると言われた。
イギリス
ほぼ全ての軍用機が大戦前半は緑と茶色の迷彩塗装を使用し、後半は暗めの水色と濃いグレーの塗装を主に使用した。しかし、爆撃機に関しては大戦終結まで緑と茶色を使用している。その一方で、極東地域に配備された機体には高温多湿による腐食を防止するために銀色が用いられる場合もあった。
ドイツ
戦域にあわせて塗装を変更する場合が多く、ヨーロッパで作戦する機体には主に緑系の塗装が、地中海やアフリカで作戦する機体には茶系の塗装が施された。しかし、大戦中期以降はBf109やFw190を中心にグレー系迷彩が主流となった。また、大戦初期は鉤十字が大きく描かれるという特徴が見られ、冬季に通常の塗装の上から石灰を水で溶いたものを塗装した機体も多く見られる。
第二次世界大戦期には、アメリカを中心として無塗装が多く見られたが、日光の反射による前方の視界のまぶしさから、ボンネットだけを黒く塗装することもあった。現在ではほぼ採用されていない。
朝鮮戦争期においても、多くの国で、第二次世界大戦期と似たような塗装がなされた。しかし、アメリカ・イギリスではこの時期から1960年代にかけて、核攻撃を主任務とした爆撃機を中心に、核爆発の閃光から機体を守ることを目的とした、白単色の塗装も多く見られた。

### 1960年代以後
朝鮮戦争を経験したジョン・ボイドは、空中戦においてパイロットの意思決定速度の差がキルレシオの差となると結論づけた（OODAループ）。アメリカでは相手の意思決定を遅らせるため、心理学や生理学を反映した迷彩も研究されるようになった。
現代では対戦闘機戦闘を重視し、よりカモフラージュがかかった塗装を用いるようになった。そのため、第二次世界大戦期のような派手な塗装は、模擬戦闘やアグレッサー部隊、アクロバット飛行を行う機体などを除き、ほとんど見られなくなった。ベトナム戦争に出現した超音速戦闘機以降世界の軍用機の塗装は、それまでのものとは大きく変わった。
攻撃機、爆撃機など比較的低空を飛行し、上空より俯瞰する形で戦闘機に視認される機会が多い機種には従来と同じく迷彩塗装が施されていたが、次第にロービジ迷彩にとって代わられるようになった。なお、アメリカ海軍の艦載機はかなり長い間迷彩が用いられなかったが、現在では「カウンターシェイド」と呼ばれる明暗差を小さくするロービジ迷彩が施されている。
以下は、現代における主要な塗装パターンである。
砂漠地帯の迷彩塗装（デザート迷彩）
砂漠地帯に似せた、カモフラージュ迷彩塗装である。イラク軍やイスラエル国防軍など、中東諸国の砂漠が多い地帯の各国軍隊では現在でも多く実施されている。また、アメリカ空軍のアグレッサー部隊にも、砂漠迷彩を用いたF-16が運用されている。
ロシアではかつて砂色と水色を使う独自のデザート迷彩が多く見られた。イラン空軍のF-14Aはアメリカの協力が得られていた間は砂色・茶色・焦げ茶色を使う3色迷彩だったが、アメリカと断交しロシアの影響力が強くなるとロシア系の塗装に変更されている。
森林地帯の迷彩塗装
森林地帯に似せた、過去から多く実施されている塗装パターンである。有名なものとして、ベトナム戦争期には「東南アジア迷彩（SEA迷彩）」と呼ばれる、緑・黄緑・茶色の迷彩が、センチュリーシリーズの戦闘機やF-4で用いられていた。これに対し、ヨーロッパでは茶色は用いず、濃緑やオリーブ色を用いた「ヨーロピアン・ワン」と呼ばれる迷彩（旧東側諸国との軍事衝突の最前線になると見られていた中欧の森林地帯をモチーフとしている）が用いられており、トーネードやベトナム戦争後に登場した初期のA-10などで用いられていた。多様な地理的条件で使用されることを想定しているアメリカ空軍では、いずれの塗装も状況が変われば非常に目立つことになり現在では採用されていない。しかし、想定飛行地域が限られている国では現在もこの塗装で運用されている。
航空自衛隊では薄松葉色・濃松葉色・黄土色の森林迷彩をF-1とRF-4Eに採用し、輸送機（C-1とCH-47）には栗色を加えた亜種を採用している。C-130の塗装はヨーロピアン・ワン迷彩である。
低空を飛行することの多いヘリコプターは迷彩以外にもオリーブドラブ単色塗装が多く使用されている。これは森林では有効なものの砂漠では目立ってしまうため、アメリカ陸軍では森林と砂漠どちらでも効果がある色として「ウッドランドデザートセージ」というタンに近い新色を考案しCH-47Fに試験採用した。陸上自衛隊でも初期はオリーブドラブをメインにオレンジのラインを入れた塗装を採用していたが、1980年代から緑・こげ茶色・黒の迷彩を使用している。
ブルー系迷彩塗装（青系洋上迷彩）
水色や青色といったブルーを用いた、海や空とのカモフラージュを目的とした迷彩塗装である。ロシア空軍では洋上戦闘機を中心に採用されており、Su-27系の戦闘機が代表的な存在である。イラン空軍のMiG-29やF-14（一部機体）やルーマニア空軍のMiG-21（機体下部を青一色で塗装）など、ロシアとのつながりが深い国の空軍でもブルー系の迷彩が見られる。また、青味がかった薄いグレーが用いられることもある。
日本のF-2やUH-60J、US-2で、濃い青色を使用した塗装をしている。ロシアのブルー系迷彩が空との識別困難化を目指しているのに対し、日本では、海との識別困難化を想定していることから「洋上迷彩」などとも呼ばれる（洋上迷彩は別物として扱われることが多い）。洋上迷彩が主流の日本においても、イラクに派遣されたC-130Hは地上からの対空砲火を防ぐためブルー系の迷彩が施されていた。また海上自衛隊ではP-1やC-130Rなどの大型機に青灰単色を採用している。
アメリカでもブルー系迷彩の研究が行われ、迷彩として有効と認められたものの、初期のF-15に採用された「エアスペリオリティブルー」は曇天などでは逆に目立ってしまうことから短期間の使用に終わり、以来事故や同士討ち防止といった理由から仮想敵部隊を除き採用されていない。
グレー塗装
機体を艶のないグレーで塗装することにより、曇り空や霞んだ空に溶け込み上空での見分けがつきにくくすることを目的とした迷彩は「ロービジ迷彩」と呼ばれ、低コストながらどのような状況でも効果があるため2000年代から主流となっている。
現在のアメリカ空軍では輸送機にはグレー単色を、戦闘機にはグレー2色迷彩を採用している。ヘリコプターでも哨戒ヘリコプターや上陸作戦用のヘリコプターのような洋上で活動するものを中心に採用されている。
全体が単色のグレーでは上下の見分けが付きにくいため、カナダ軍のCF-18やアメリカ空軍のA-10など一部の機体は、空戦時に敵パイロットの判断を遅らせることを目的として、機首下面にキャノピーを模した「フォルスキャノピー」を塗装している。
折線パターン
1970年代にアメリカ海軍から戦闘機用迷彩の研究を依頼された航空画家のキース・フェリスは、船舶用の迷彩として第二次世界大戦時まで利用されていたダズル迷彩の理論を応用し、明度の異なる灰色の幾何学パターンの迷彩を考案した。実際にF-14やF-4などでテストが行われたが、最終的により低コストのグレー単色が採用された。このパターンは考案者にちなみ「フェリス迷彩」と呼ばれている。日本語では「折線迷彩」とも呼ばれる。
1920年代のドイツでは戦闘服の迷彩パターンとして、フェリス迷彩と同類の「Splittertarnmuster」が研究されていたことから、英訳した「スプリンター迷彩」とも呼ばれる。なお航空機には採用されなかったが、戦闘服用としては後にスウェーデン軍やブルガリア軍などで採用されている。
ロシア航空宇宙軍は2000年代から新規に導入した戦闘機に幾何学パターンの迷彩を採用し、既存の機体にもオーバーホールなどで工場入りするのに合わせ適用している。活動地域によって白黒灰、緑黄茶など使用する色が異なっている。イラン空軍のF-14Aの一部はロシア航空宇宙軍に近い「Edged Three Tone Asian Minor 2」という幾何学パターンの迷彩を採用している。
黒・暗色塗装
黒色塗装は主に夜間活動を主とした戦闘機・攻撃機（湾岸戦争で活躍したF-117やF-15Eなど）で用いられる。
光線の反射により視界が妨げられるのを防ぐため、ボンネットやキャノピー周辺部に艶の無い黒を使用（アンチグレア）したり、排気ガスの汚れが目立たないよう排気口周辺を艶無しの黒にする塗装は1930年代から行われていた。近年ではUH-60やAH-64など、ヘリコプターの排気口周辺に使用されている。
南極観測支援に利用される海上自衛隊のCH-101は雪原で目立ちやすくするため、黒地にオレンジのラインを入れている。
旅客機にもコックピットの窓周辺にアンチグレア塗装を採用する例がある。
塗り分け塗装（非青系洋上迷彩）
洋上迷彩として、機体の上面を海からの照り返し（白）、下面を空（ライトグレー）の単色に塗装しノーズを黒にする3色の洋上迷彩がある。遠距離では海洋に同化するが接近すると視認しやすいため、後に主流となるロービジ塗装に対し「ハイビジ塗装」とも呼ばれる。主に哨戒機や救難機などの低空を低速で飛行する洋上機に使われ、青系の色を使わない、複雑なパターンにせず境目が直線なのが特徴。救難機はさらにオレンジ色のラインを入れることがある。
特に対潜哨戒機では搭載される探知機器の熱を熱気を考慮し、ロービジ塗装が一般的になった1970年代以降もアメリカ海軍と海上自衛隊でP-3やP-2Jの胴体上面を白色としていたが、冷却器の性能向上と低視認性の考慮により2000年代からグレー単色のロービジ塗装に変更された。
海上自衛隊ではP-3Cから改造された多目的機などは旧来の塗装が維持されている。陸上自衛隊の特別輸送ヘリコプターとLR-2は、ボンネットと排気口周辺を黒、下面をライトグレー、上面を青、中間を白にした4色の塗り分け塗装としている。
白色塗装
白はグレーと比べると光の反射があるため迷彩としては逆効果だが、不慣れな訓練生が乗る初等練習機には白色をベースに飛行状態を視認しやすくするため、機体の両面や下面に赤などの派手な色のラインを入れることが多い。
1960年代には核攻撃を主任務とした戦略爆撃機に、核爆発の閃光から機体を守るため熱を反射する塗料を使用する白単色が採用されていた。現代では高高度を飛行中に偵察衛星から撮影された際に雲と同化するために採用されている。基本的に地上から目視できない高高度を飛ぶため、視認性は考慮されていない。また熱の考慮が必要な対潜哨戒機は上面のみ使われていた。
また、白や黒などを用いて雪原地帯へのカモフラージュを目的とした冬季迷彩も、ロシアなどで戦闘機に塗装されることがある。陸上自衛隊の北部方面航空隊では冬季に茶色と白の迷彩がヘリコプターに塗装される。
銀色塗装（無塗装）
冷戦初期までは銀色は空に溶け込むとされ、アメリカ軍は多くの機体に採用していた。かつては塗装しないことでコストカットと軽量化もできたが、後に機体を保護するため透明なサビ止めや銀色の塗料を塗装する様になった。
現代では紫外線に弱い複合材料が多用されていることもあり完全な無塗装には出来ないが、ロシアではTu-95などの戦略爆撃機を銀色を採用している。
特殊塗装
曲技飛行隊では視認性を向上させるため、あえて目立つ塗装を施している。戦技競技会のような競技大会や基地の記念行事などでは通常塗装の上に派手なノーズアートを施すこともある。
初等訓練機はかつて訓練機は黄色など派手な塗装を施していたが、現代ではコストカットのためメーカーの標準塗装のまま使用する国が増えている。中等・高等練習機は実践的な訓練を行うため、標準塗装をベースに主翼や尾翼の端にオレンジ色のラインを入れるのが主流になっている。
試験飛行用の機体にはメーカーや軍の試験機関が目立つ塗装を施すこともある。
救難機は白地にオレンジなど消防隊の防災ヘリと類似した「レスキューカラー」が主流だったが、次第に標準塗装にオレンジのラインを入れるだけになり、現代ではロービジ迷彩とすることが多い。

### 画像

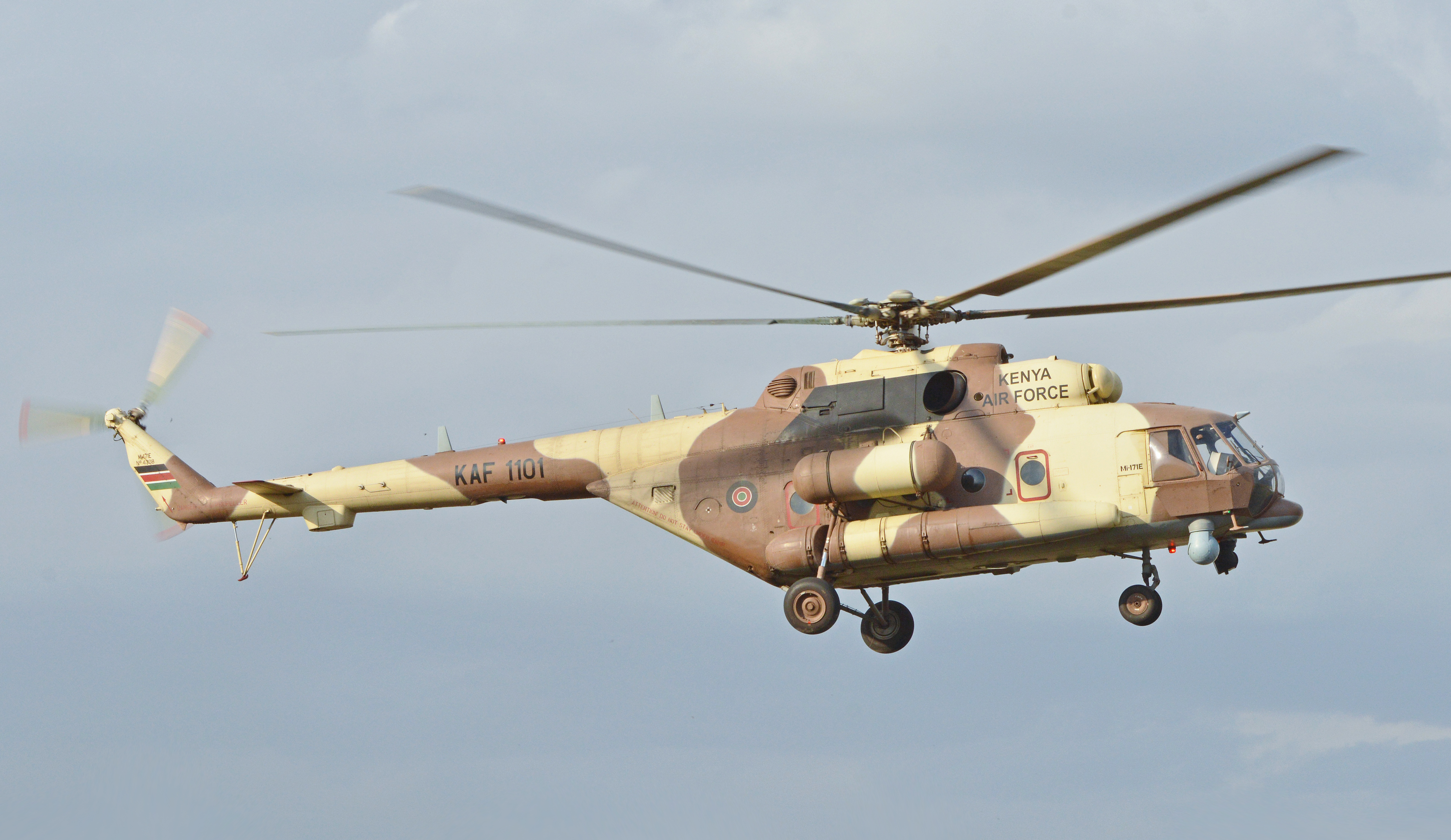
砂漠迷彩のMi-17（ケニア空軍）
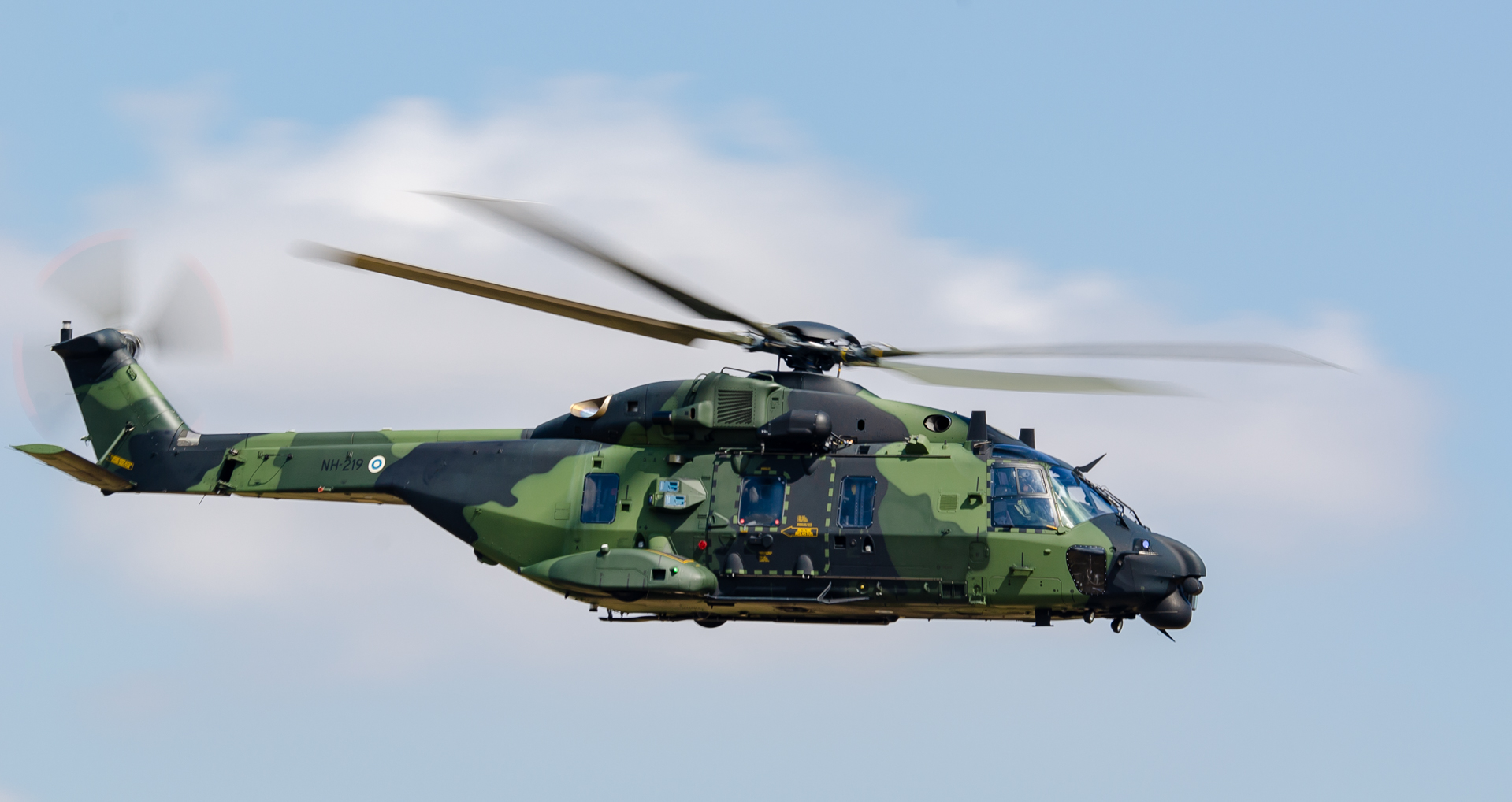
森林迷彩のNH90（フィンランド陸軍）
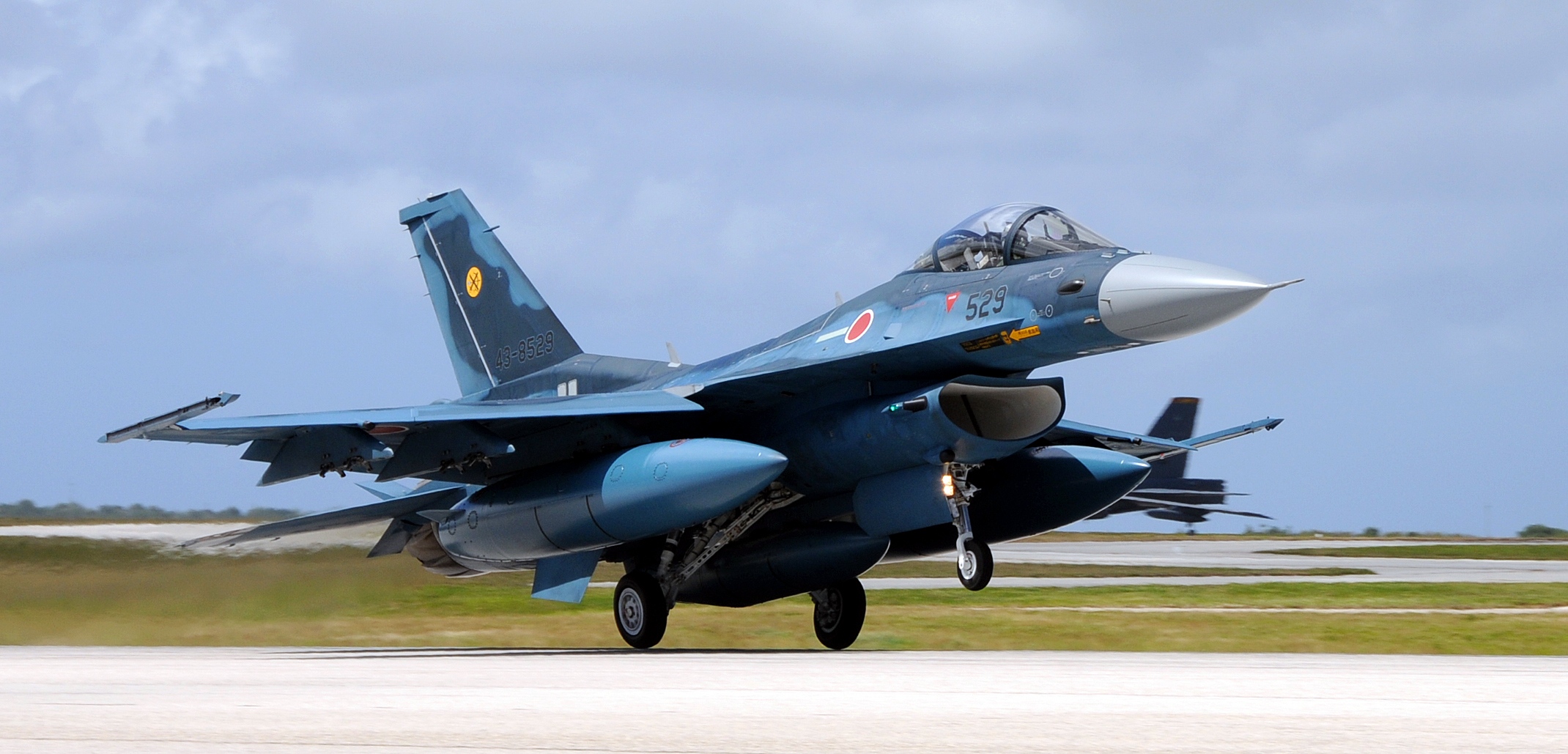
洋上迷彩のF-2
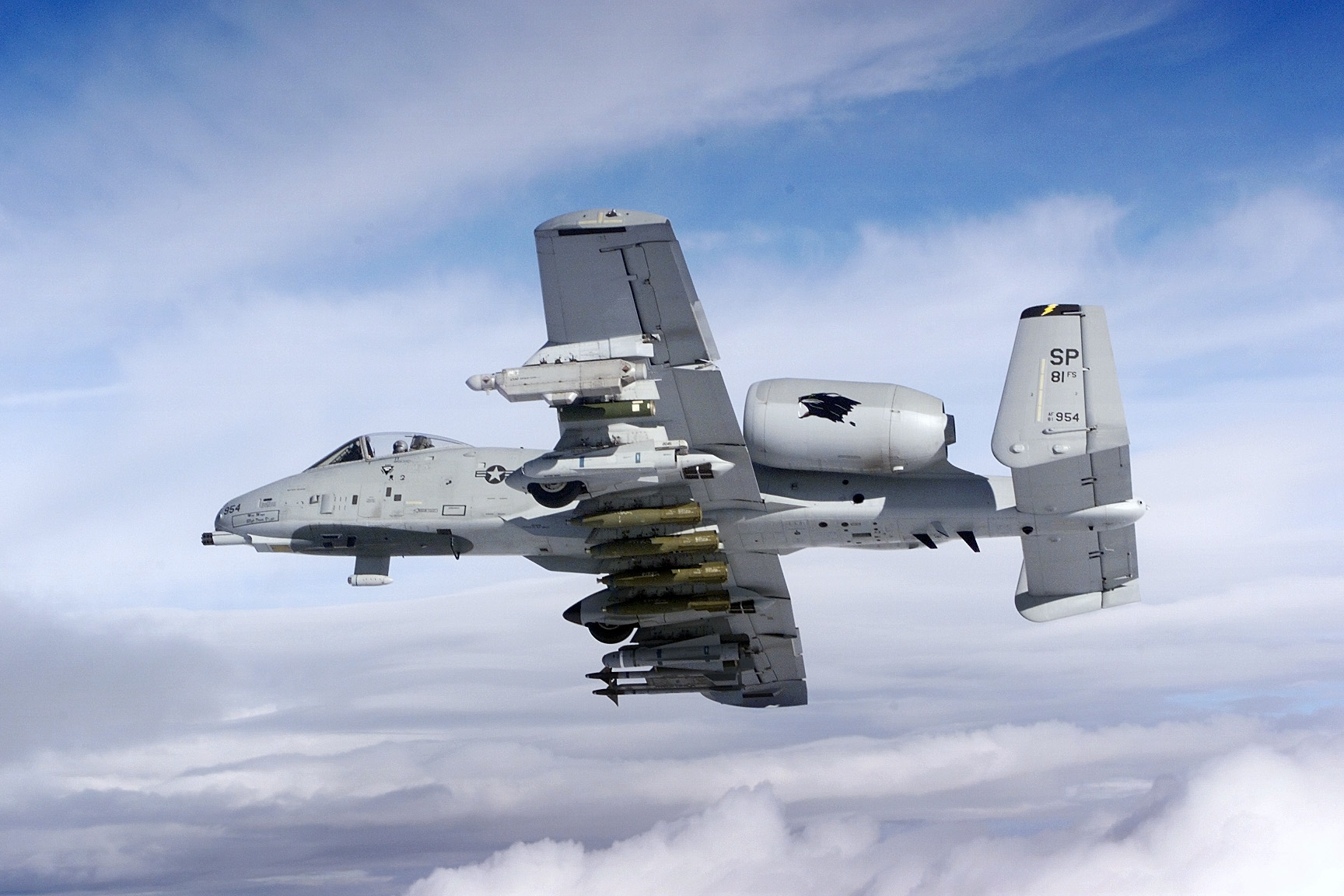
機首下面にフォルスキャノピーを塗装したA-10
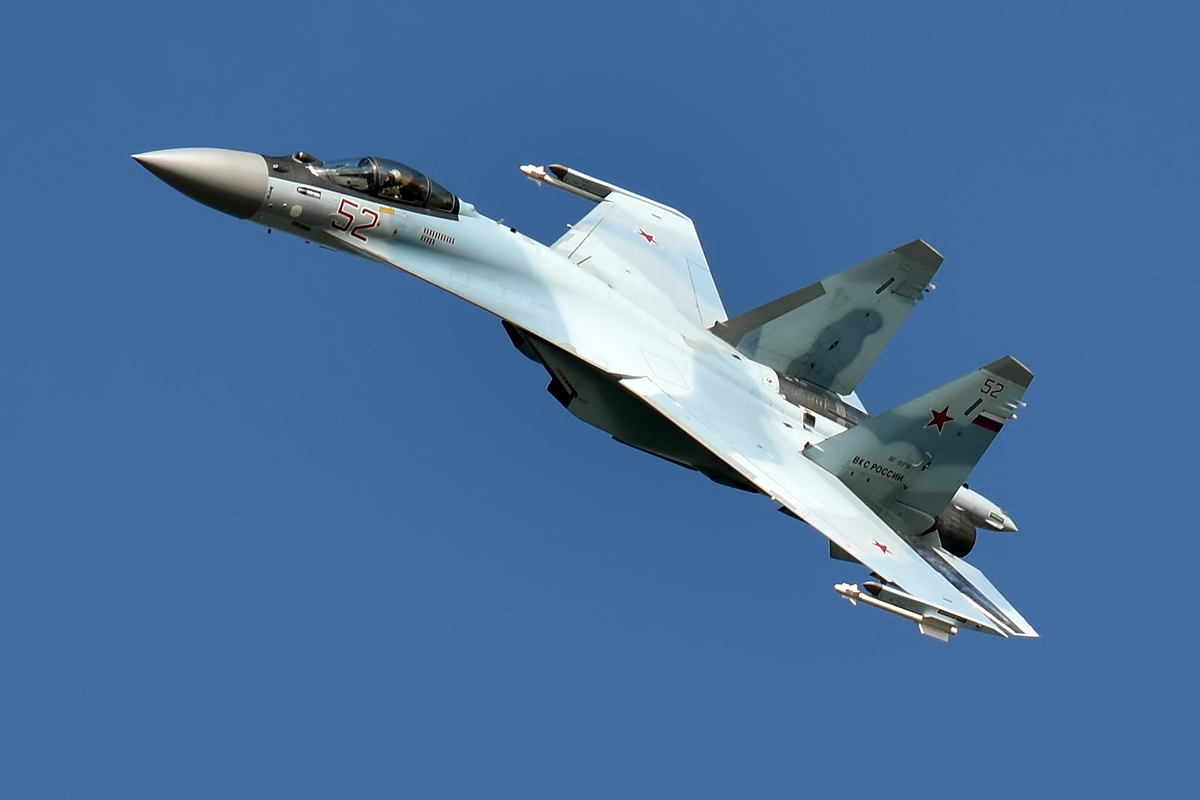
ブルー系迷彩のSu-35
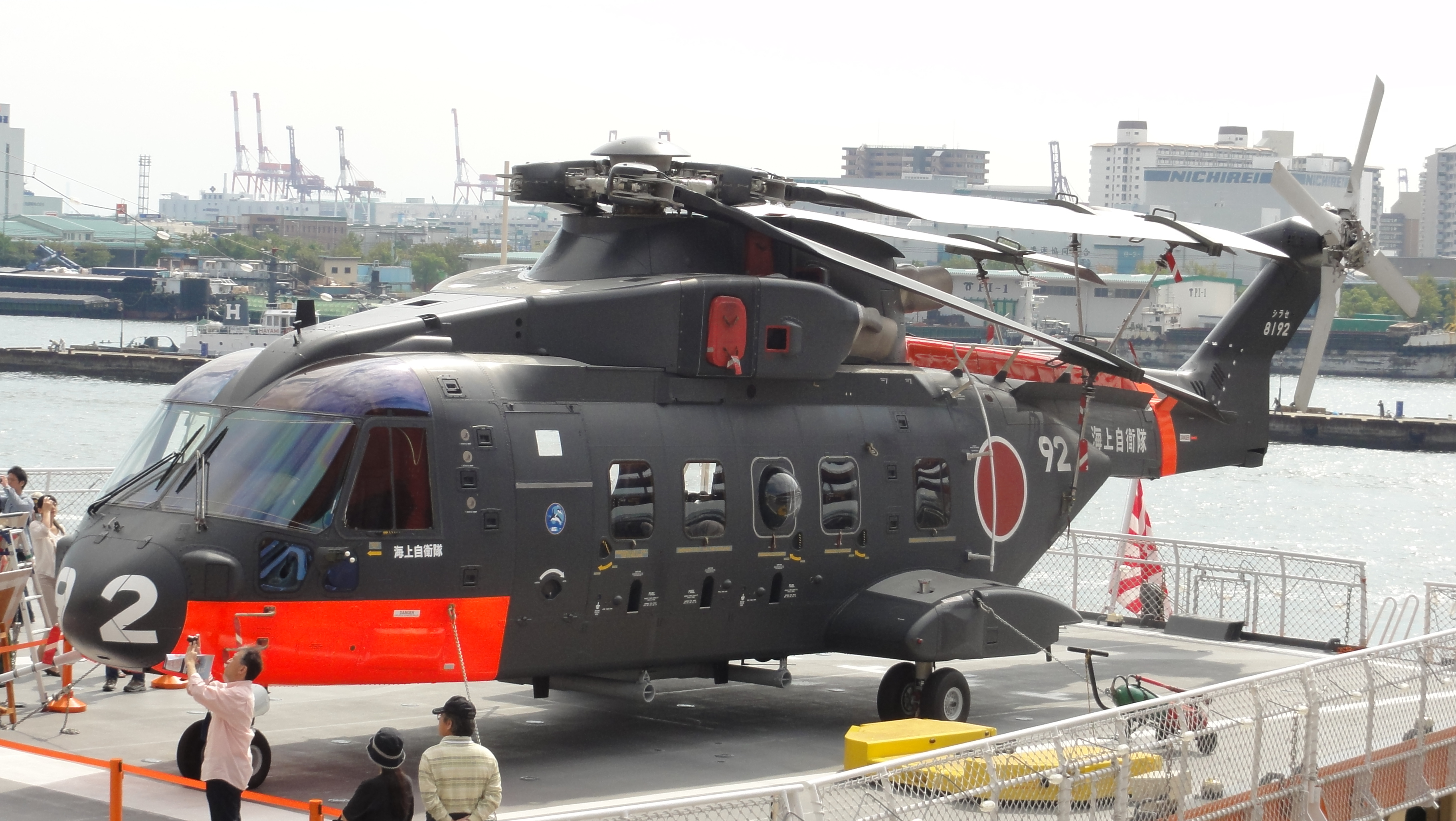
: 黒地にオレンジのラインを入れた海上自衛隊のCH-101
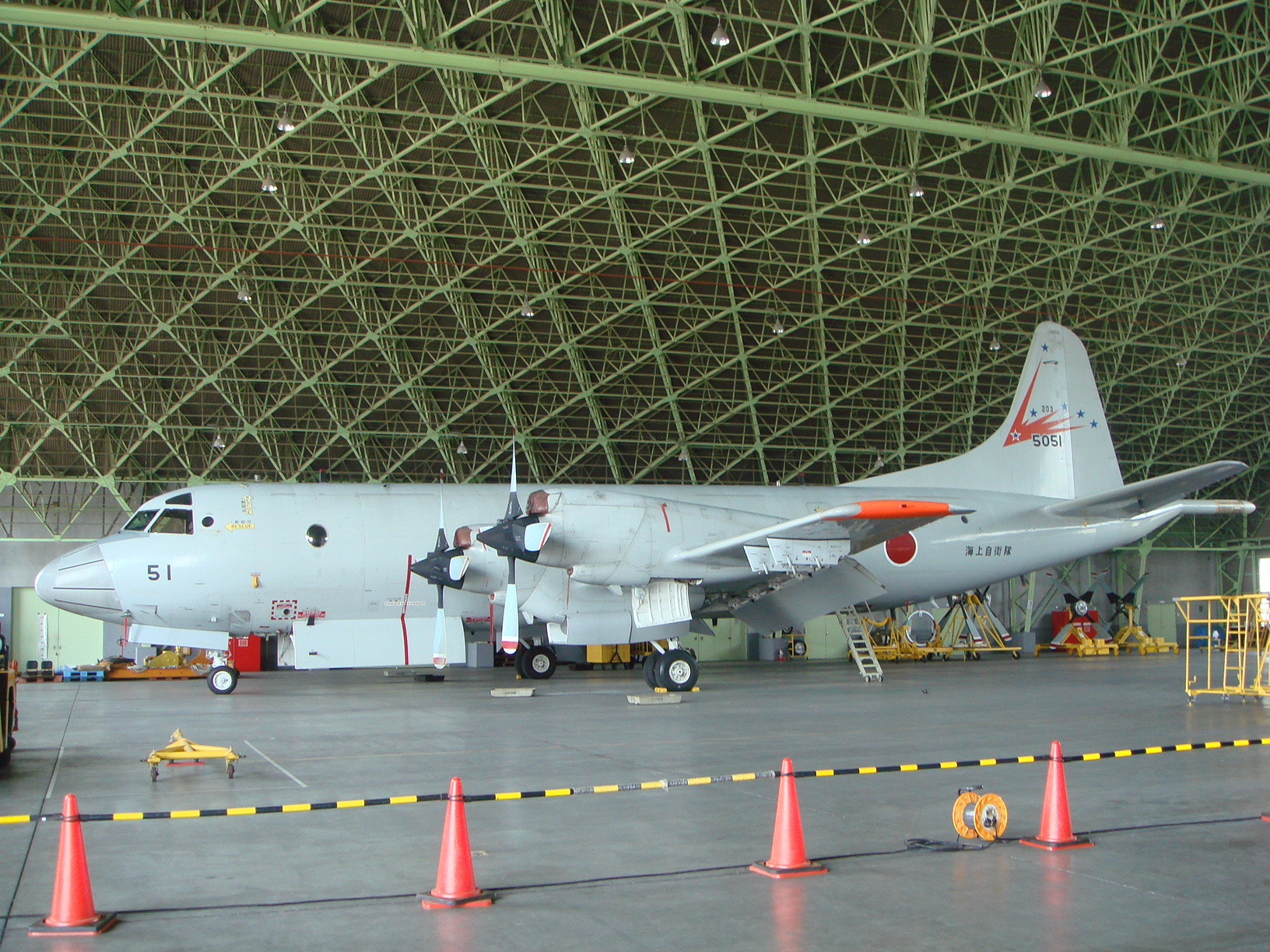
ロービジ塗装を施したP-3C
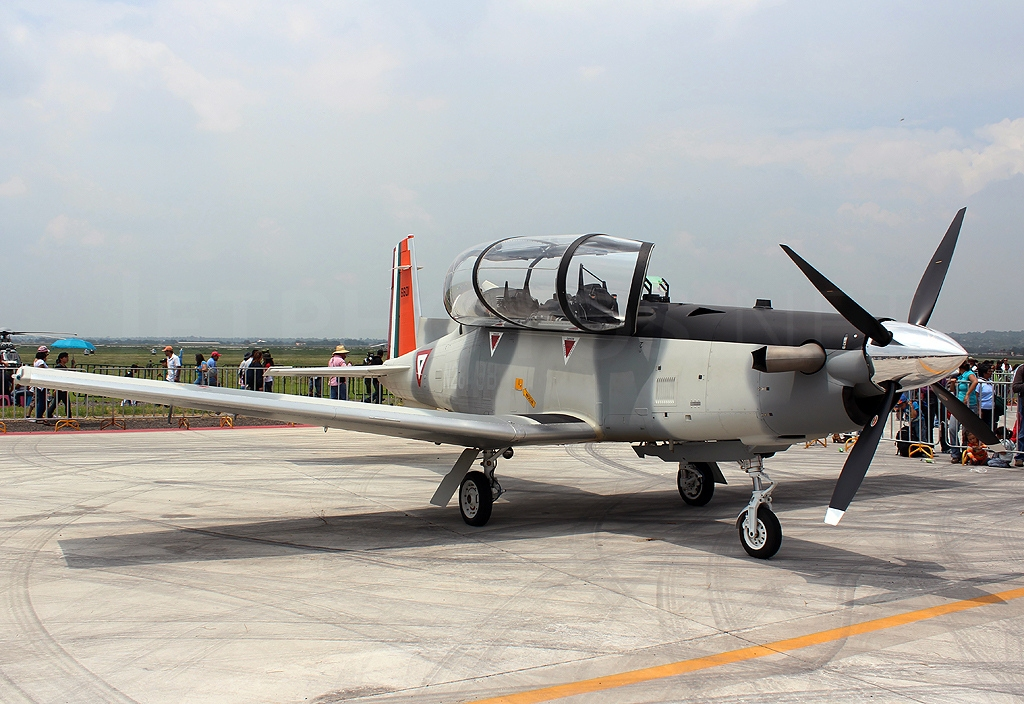
ロービジ塗装のT-6練習機
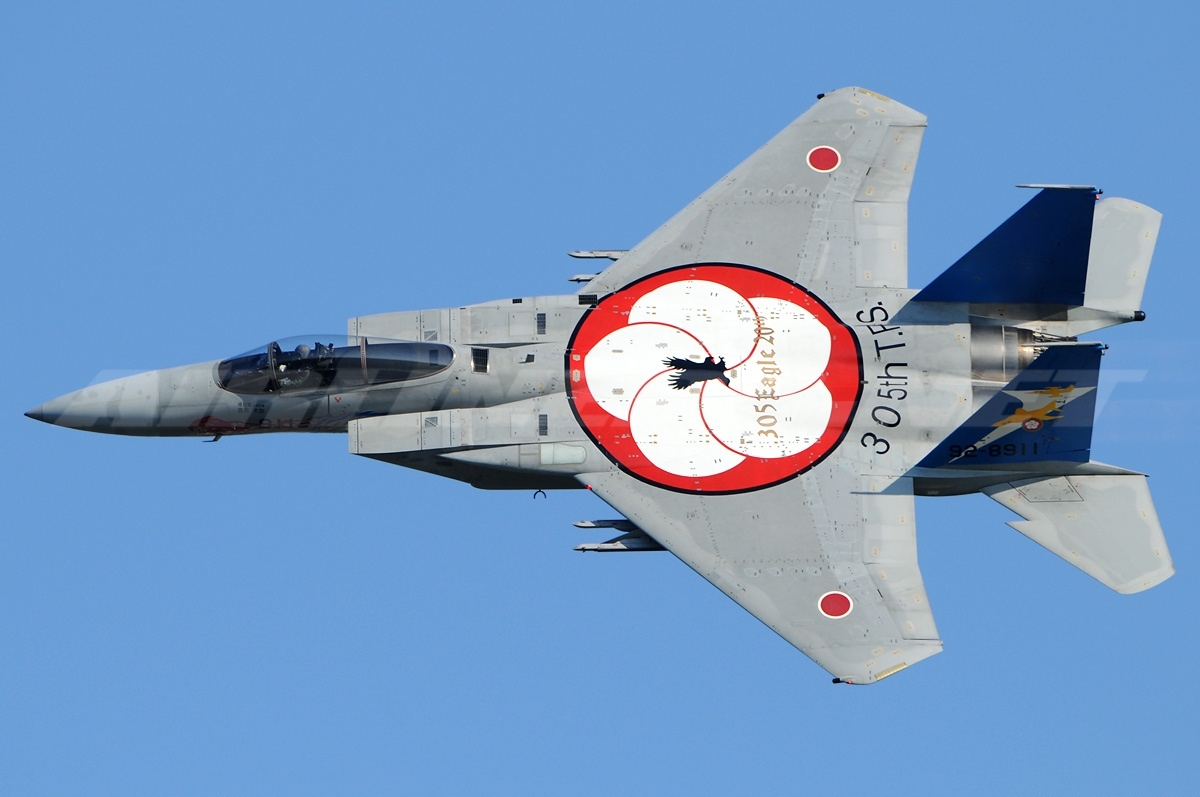
部隊マークの特別塗装を施した第305飛行隊のF-15J
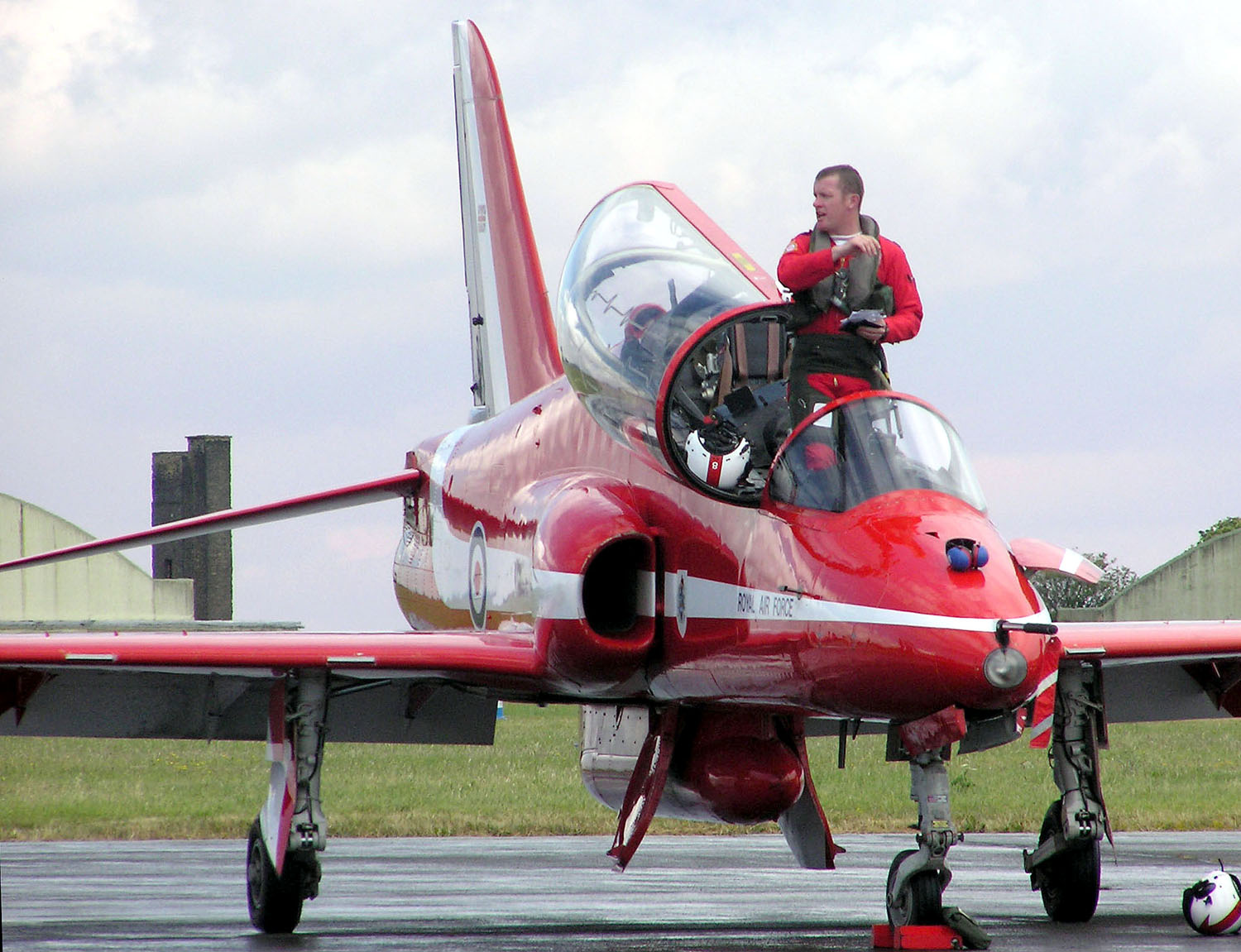
レッドアローズのBAe ホーク
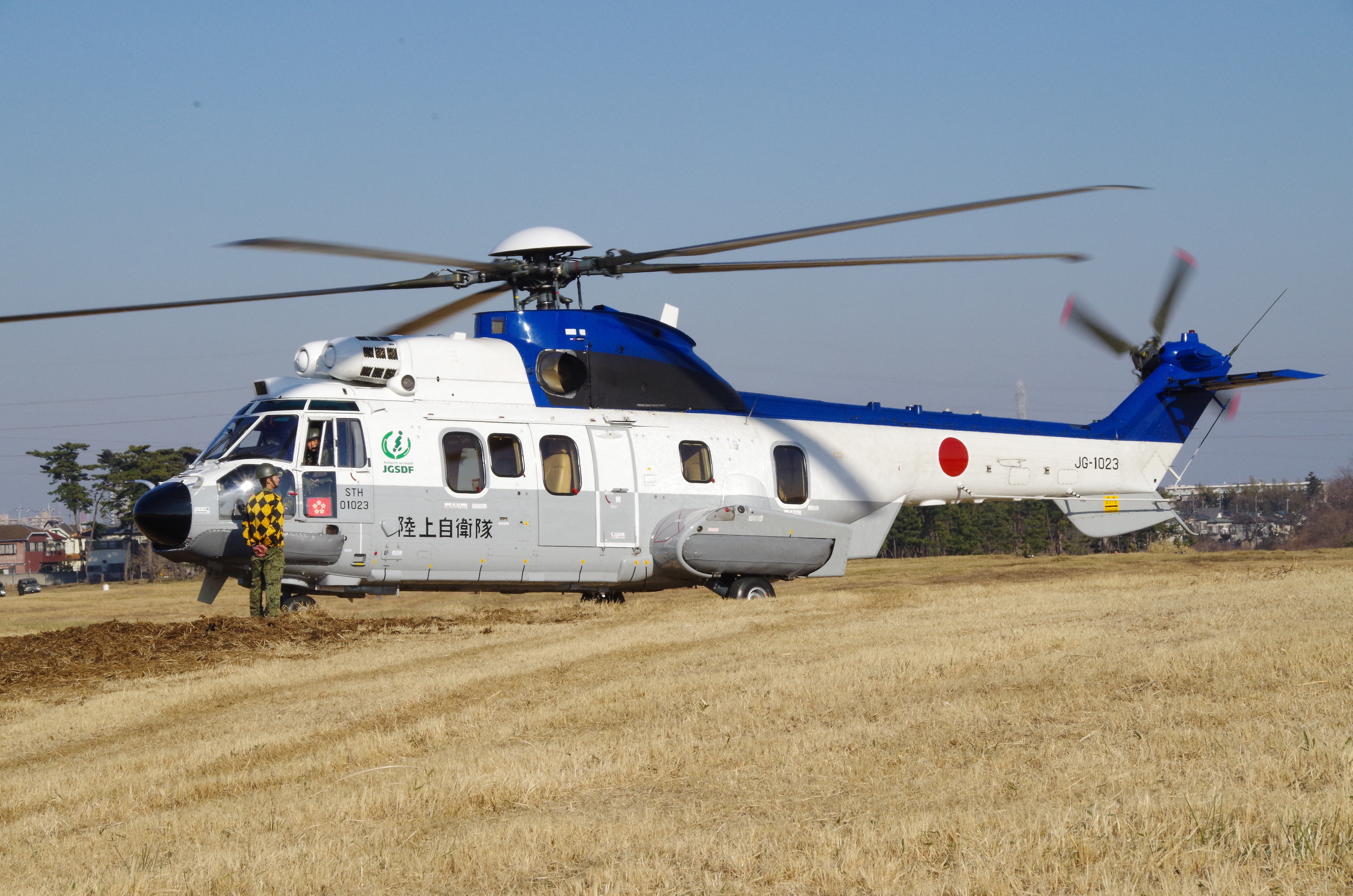
陸上自衛隊の特別輸送ヘリコプター
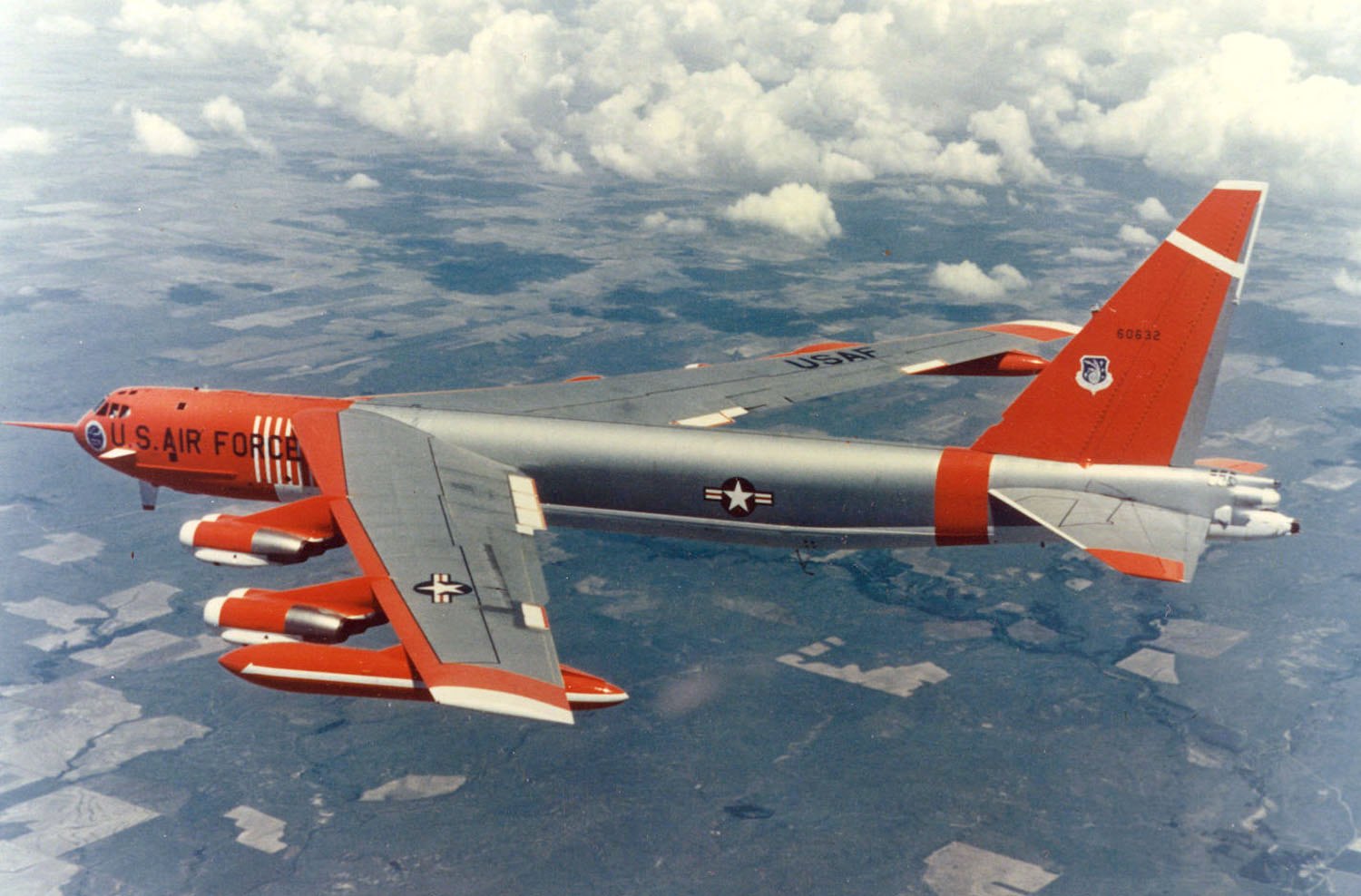
試験飛行中のNB-52E
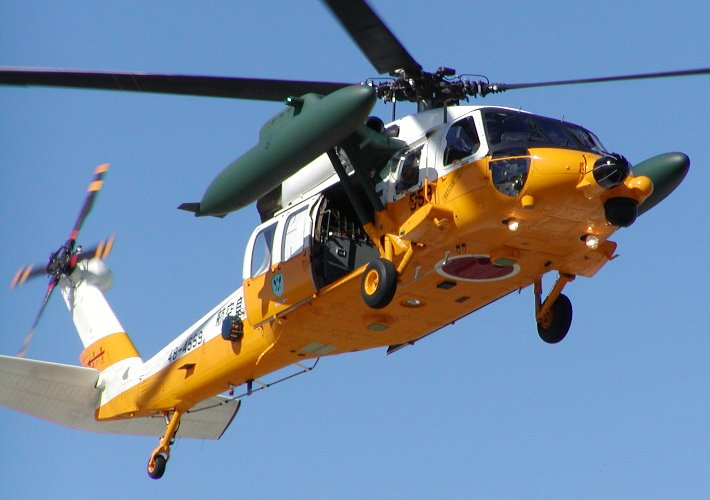
レスキューカラーに塗装されたUH-60J
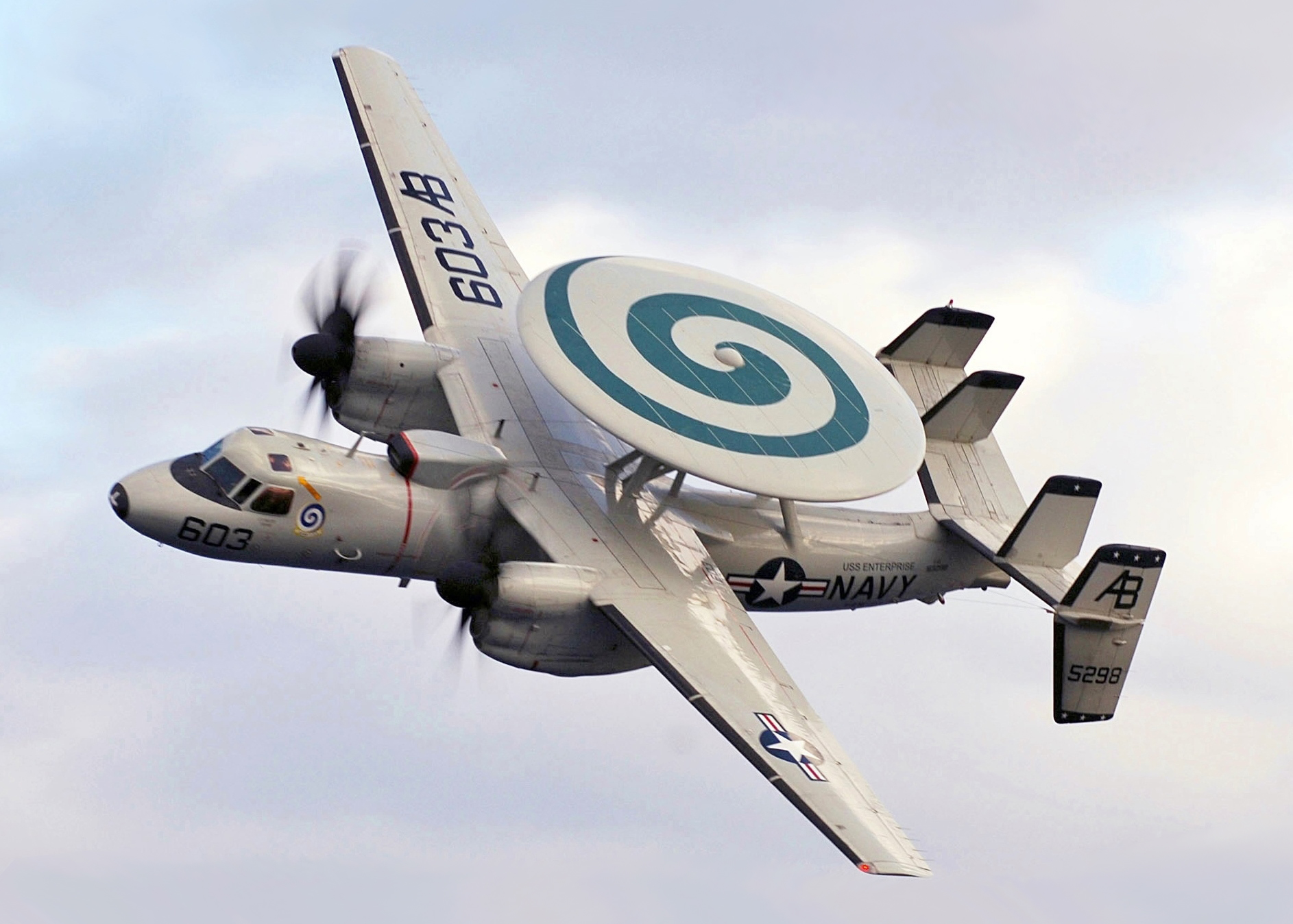
レドーム上部に渦巻きを描いたアメリカ海軍のE-2